# Enrico Gasparotto

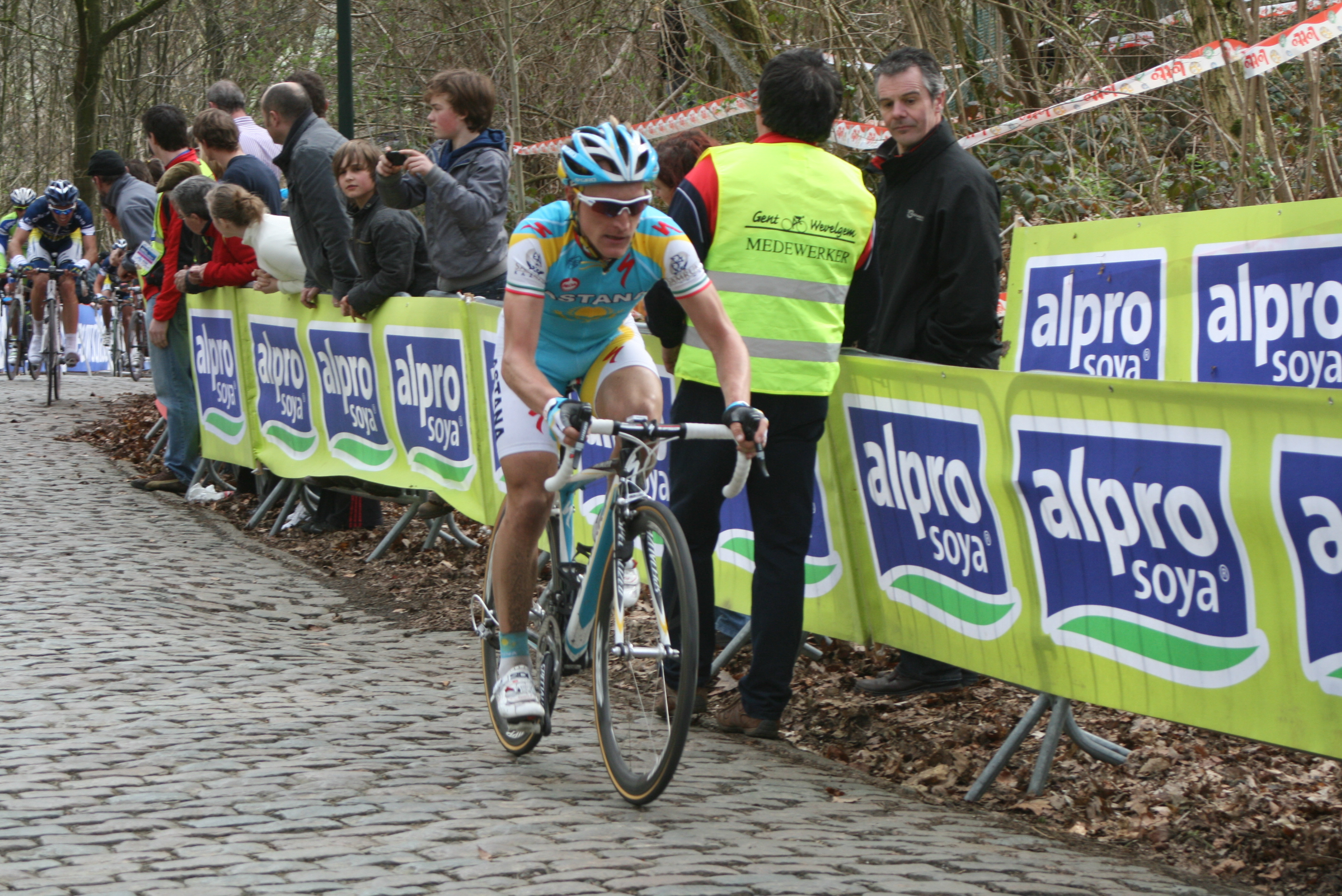
Enrico Gasparotto tijdens Gent-Wevelgem 2010

Enrico Gasparotto (Sacile, 23 maart 1982) is een voormalig Italiaans-Zwitsers wielrenner.

## Carrière
Gasparotto bewees al bij de beloften een goed spurter te zijn en zette deze lijn voort toen hij in 2005 prof werd bij Liquigas. Hij behaalde een aantal ereplaatsen en liet voor het eerst goed van zich horen toen hij de tweede etappe in de Ronde van Catalonië wist te winnen. Hij was daarmee de eerste neo-prof met een overwinning in een ProTour-wedstrijd. In juni van dat jaar werd Gasparotto ook verrassend Italiaans kampioen op de weg.
In de Giro van 2007 volgde een nieuw hoogtepunt: na de winst in de ploegentijdrit met zijn team Liquigas mocht hij de roze leiderstrui aantrekken.
In 2012 wist hij met de Amstel Gold Race zijn eerste klassieker te winnen. Hij won deze vier jaar later, in 2016, opnieuw.
Aan het einde van 2019 maakte de geboren Italiaan Gasparotto bekend voortaan voor Zwitserland uit te komen.

## Palmares

### Overwinningen
2004 - 1 zege
5e etappe Ronde van Friuli-Venezia Giulia
2005 - 2 zeges
2e etappe Ronde van Catalonië
 Italiaans kampioen op de weg, Elite
2006 - 1 zege
Memorial Cimurri
2007 - 1 zege
1e etappe Ronde van Italië (TTT)
2008 - 4 zeges
1e etappe Driedaagse van De Panne-Koksijde
2e etappe Ster Elektrotoer
Eindklassement Ster Elektrotoer
Ronde van Romagna
2010 - 1 zege
5e etappe Tirreno-Adriatico
2012 - 1 zege
Amstel Gold Race
2016 - 1 zege
Amstel Gold Race

### Resultaten in voornaamste wedstrijden
| Jaar | Ronde van Italië | Ronde van Frankrijk | Ronde van Spanje |
| ---- | ---------------- | ------------------- | ---------------- |
| 2005 |                  |                     |                  |
| 2006 |                  |                     |                  |
| 2007 | 97e              |                     |                  |
| 2008 | 92e              |                     |                  |
| 2009 | 60e              |                     | 82e              |
| 2010 | opgave           |                     | 68e              |
| 2011 |                  |                     | 78e              |
| 2012 | 66e              |                     | opgave           |
| 2013 |                  | 95e                 |                  |
| 2014 | 97e              |                     |                  |
| 2015 |                  |                     |                  |
| 2016 |                  |                     |                  |
| 2017 | 76e              |                     |                  |
| 2018 |                  |                     |                  |
| 2019 | 69e              |                     |                  |
| 2020 |                  |                     | 120e             |

| Jaar | Milaan-San Remo | Gent-Wevelgem | Ronde van Vlaanderen | Amstel Gold Race | Luik-Bast.‑Luik | Ronde van Lombardije | Waalse Pijl | Brabantse Pijl |  | WK op de weg |  | Wereldranglijsten |
| ---- | --------------- | ------------- | -------------------- | ---------------- | --------------- | -------------------- | ----------- | -------------- |  | ------------ |  | ----------------- |
| 2005 |                 |               |                      |                  |                 | opgave               |             |                |  |              |  | 155e (UPT)        |
| 2006 |                 |               |                      |                  |                 |                      |             |                |  |              |  | 203e (UPT)        |
| 2007 | 31e             |               |                      |                  |                 |                      |             |                |  |              |  | 185e (UPT)        |
| 2008 | 12e             |               | opgave               |                  |                 |                      |             | 7e             |  |              |  |                   |
| 2009 | 137e            |               |                      | 40e              | 56e             |                      | 19e         |                |  |              |  |                   |
| 2010 | 13e             | 24e           | opgave               | ↑                |                 | opgave               |             |                |  |              |  | 82e (UWK)         |
| 2011 | 90e             |               |                      | 35e              | 44e             |                      | 61e         |                |  |              |  | 153e (UWT)        |
| 2012 | opgave          |               |                      | ↑                | ↑               |                      | 11e         |                |  |              |  | 33e (UWT)         |
| 2013 | 14e             |               |                      | 9e               | 6e              | 5e                   | 30e         |                |  |              |  | 45e (UWT)         |
| 2014 | opgave          |               |                      | 8e               | 12e             | opgave               | 94e         |                |  |              |  | 103e (UWT)        |
| 2015 |                 |               |                      | 8e               | 16e             |                      | 16e         |                |  |              |  |                   |
| 2016 |                 |               |                      | ↑                | 12e             |                      | 5e          | ↑              |  |              |  |                   |
| 2017 | 53e             |               |                      | opgave           | 37e             | opgave               | opgave      | 14e            |  |              |  | 230e (UWT)        |
| 2018 |                 |               |                      | ↑                | 6e              |                      | 27e         | 38e            |  |              |  | 64e (UWT)         |
| 2019 | 49e             |               |                      | 42e              | opgave          |                      | 10e         | 7e             |  |              |  | 390e (UWR)        |
| 2020 |                 |               |                      |                  | 38e             | opgave               | 30e         |                |  | 46e          |  |                   |

## Ploegen
- 2004 –  Tenax (stagiair vanaf 1-9)
- 2005 –  Liquigas-Bianchi
- 2006 –  Liquigas
- 2007 –  Liquigas
- 2008 –  Barloworld
- 2009 –  Lampre-NGC
- 2010 –  Astana
- 2011 –  Pro Team Astana
- 2012 –  Astana Pro Team
- 2013 –  Astana Pro Team
- 2014 –  Astana Pro Team
- 2015 –  Wanty-Groupe Gobert
- 2016 –  Wanty-Groupe Gobert
- 2017 –  Bahrain-Merida
- 2018 –  Bahrain-Merida
- 2019 –  Team Dimension Data
- 2020 –  NTT Pro Cycling

Wielerploegen van Enrico Gasparotto
Bosisio ·
Fajt · 
Frattini ·
Ginestri ·
Klemenčič · 
Loda ·
Mazzoleni · 
McPartland ·
Pietropolli ·  
Podgornik ·
Pozzi · 
Rogina ·
Tonetti · 
Betts (stagiair) ·
Delfatti (stagiair) ·
Gasparotto (stagiair) 
Albasini ·
Andriotto · 
Bäckstedt · 
Calcagni ·
Carlström · 
Cioni ·
Cipollini (tot 30/04) ·
Colli ·
Di Luca ·
Garzelli ·
Gasparotto ·
Gerosa ·  
Ljungqvist ·
Loda · 
Mason · 
Miholjević ·
Milesi ·
Miorin ·  
Mugerli ·
Noè ·
Pagliarini ·
Pellizotti ·
Righetto ·
Sironi ·
Wegelius ·
Zanotti ·
Capecchi (stagiair) ·
Da Dalto (stagiair) ·
Di Lorenzo (stagiair)
Albasini ·
Andriotto · 
Bäckstedt · 
Calcagni ·
Capecchi ·
Carlström · 
Cioni ·
Colli ·
Curtolo ·
Da Dalto ·
Di Luca ·
Failli ·
Garzelli ·
Gasparotto ·
Kreuziger ·  
Loda · 
Miholjević ·
Milesi ·
Mugerli ·
Nibali ·  
Noè ·
Paolini ·
Pellizotti ·
Quinziato ·
Righetto ·
Spezialetti ·
Wegelius ·
Zanini ·
Basso (stagiair) ·
Fornasier (stagiair) 
Albasini ·
Bäckstedt · 
Beltrán · 
Bertagnolli ·
Bodnar ·
Calcagni ·
Capecchi ·
Carlström · 
Cataldo ·
Chicchi ·
Da Dalto ·
Di Luca ·
Failli ·
Fischer ·
Gasparotto ·
Kreuziger ·  
Koetsjynski · 
Miholjević (tot 15/08) ·
Mugerli ·
Nibali ·  
Noè ·
Paolini ·
Pellizotti ·
Petito ·
Pozzato ·
Quinziato ·
Spezialetti ·
Trenti ·
Vanotti ·
Wegelius ·
Willems
Augustyn ·
Bellotti ·
Caccia ·
Calcagni ·
Cárdenas ·
Cheula ·
Cooke ·
Corti ·
Cummings ·
Dueñas ·
Froome ·
Gasparotto ·
Hunter ·
Impey ·
Longo Borghini ·
Pfannberger ·
Sabido ·
Scognamiglio ·
Soler ·
Thomas ·
Tanner (stagiair) 
Ballan  ·
Bandiera ·
Bindi ·
Boets · 
Bono ·     
Bruseghin ·
Caucchioli ·
Cunego ·
Da Dalto · 
Furlan ·
Gasparotto ·
Gavazzi ·
Grendene · 
Loosli ·
Lorenzetto ·
Magazzini ·
Marzano ·
Manuele Mori ·
Massimiliano Mori ·
Ponzi ·
Righi ·
Santambrogio ·
Sapa ·
Špilak ·
Tiralongo ·
Tomei ·
Zagorodni ·
Malori (stagiair)
Bazajev ·
Contador ·
A. Davis ·
S. Davis ·
de la Fuente ·
Dmitriev ·
Dyaçenko ·
Fofonov ·
Gasparotto ·
Goerov ·
Hernández ·
Hryvko ·
M. Iglinski · 
V. Iglinski ·
Jufré ·
Kirejev ·
Navarro ·
Nepomnyaşşïy ·
Noval ·
Pereiro ·
Raimbekov ·
Renev ·
Selvaggi ·
Štangelj ·  
Tiralongo · 
Vinokoerov ·
Zejts
Bazajev ·
Clarke ·
Davis ·
Di Grégorio ·
Dyaçenko ·
Fofonov ·
Gasparotto ·
Hryvko ·
M. Iglinski · 
V. Iglinski ·
Jufré ·
Kangert ·
Kasjetsjkin ·
Kessiakoff ·
Kirejev (tot 15/08) ·
Kišerlovski ·
Kreuziger ·
Lorenzetto ·
Masciarelli ·
Mizoerov ·
Nepomnyaşşïy ·
Petrov ·
Renev ·
Štangelj ·  
Tiralongo · 
Vaitkus ·
Vinokoerov ·
Zejts ·
Groezdev (stagiair) ·
Joemabekov (stagiair) ·
Sjoetsjemojin (stagiair) ·
Tlewbajev (stagiair)
Aru ·
Bazajev ·
Božič ·
Brajkovič ·
Dyaçenko ·
Fofonov ·
Gasparotto ·
Gavazzi ·
Groezdev ·
Guarnieri ·
Hryvko ·
M. Iglinski · 
V. Iglinski ·
Kangert ·
Kasjetsjkin ·
Kessiakoff ·
Kišerlovski ·
Kreuziger ·
Masciarelli (tot 31/05) ·
Moeravjov ·
Nepomnyaşşïy ·
Petrov ·
Ponzi ·
Renev ·
Seeldraeyers · 
Silin · 
Tiralongo · 
Vinokoerov  ·
Zejts
Agnoli ·
Aru ·
Bazajev ·
Božič ·
Brajkovič ·
Dyaçenko ·
Fuglsang ·
Gasparotto ·
Gavazzi ·
Groezdev ·
Guardini ·
Guarnieri ·
Hryvko ·
Huffman ·
Iglinski · 
Kamışev ·
Kangert ·
Kasjetsjkin ·
Kessiakoff ·
Loetsenko ·
Moeravjov ·
Nibali ·
Ponzi ·
Seeldraeyers · 
Silin · 
Tiralongo · 
Tlewbajev ·
Vanotti ·
Zejts
Agnoli · Aru · Božič · Brajkovič · Dyaçenko · Fominykh · Fuglsang · Gasparotto · Gavazzi · Groezdev · Guardini · Guarnieri · Hryvko · Huffman · V.Iglinski · M.Iglinski · Kamışev · Kangert · Kessiakoff · Landa · Loetsenko · Moeravjov · Nibali · Scarponi · Tiralongo · Tlewbajev · Vanotti · Westra · Zejts · Ayazbajev (stagiair) · Davïdenok (stagiair) · Qojatajev (stagiair)
Antonini · Backaert · Baugnies · De Greef · De Troyer · Devriendt · Dron · Eijssen · Gasparotto · Ghyselinck · Jans · Leukemans · Marcato · Minnaard · Napolitano · Robert · Selvaggi · Seynaeve · Van Melsen · Vanlandschoot · Veuchelen · Barroso (stagiair) · Callebaut (stagiair) · Stenuit (stagiair)
Agnoli · Arashiro · Boaro · Bole · Bonifazio · Božič · Brajkovič · Cink · Colbrelli · Feng · García · Gasparotto · Grmay · Haussler · Insausti · Izagirre · Moreno · Navardauskas · A. Nibali · V. Nibali · Novak · Pellizotti · Per · Pibernik · Siwtsow · Visconti · Wang · Garosio (stagiair) · Padoen (stagiair) · Toniatti (stagiair)
Agnoli · Arashiro · Boaro · Bole · Bonifazio · Božič · Colbrelli · Feng · García · Gasparotto · Haussler · G. Izagirre · J. Izagirre · Koren · Mohorič · Navardauskas · A. Nibali · V. Nibali · Novak · Padoen · Pellizotti · Per · Pernsteiner · Pibernik · Pozzovivo · Siwtsow · Visconti · Wang
Bak · Boasson Hagen · Cavendish · Cummings · Davies · de Bod · Dlamini · Eisel · Gasparotto · Gebreigzabhier · Gibbons · J. Janse van Rensburg · R. Janse van Rensburg · King · Kreuziger · Mäder · Meintjes · Nizzolo · O'Connor · Renshaw · Slagter · Thomson · Tiller · Valgren · Venter · Vermote · Wyss
Barbero · Battistella · Boasson Hagen · Campenaerts · Carbel · De Bod · Dlamini · Dyball · Gasparotto · Gebreigzabhier · Gibbons · Gogl · Iribe · Janse van Rensburg · King · Kreuziger · Mäder · Meintjes · Nizzolo  · O'Connor · Pozzovivo · Sobrero · Stokbro · Sunderland · Thomson · Tiller · Valgren · Walscheid · Wyss